# Becoming Karl Lagerfeld
Becoming Karl Lagerfeld ist eine Miniserie über den Modeschöpfer Karl Lagerfeld. Die sechs Folgen umfassende Serie, die auf der von der französischen Journalistin Raphaëlle Bacqué verfassten Biografie Kaiser Karl basiert, wurde im Juni 2024 über den Streamingdienst Disney+ veröffentlicht.

## Handlung
Die Serie will den Aufstieg Karl Lagerfelds in die Pariser Haute Couture in den 1970er Jahren, die zu jener Zeit von Yves Saint Laurent dominiert war, abbilden. Die Rivalität Lagerfelds mit Saint Laurents Partner Pierre Bergé soll ebenso Thema der Serie sein, wie Lagerfelds Verhältnis mit Jacques de Bascher. Die queere Subkultur der Epoche und der Glamour der Modewelt werde ebenfalls aufgegriffen.

## Produktion, Marketing und Veröffentlichung
Die als sechsteilige Miniserie konzipierte Biografie wurde von Disney bei Gaumont in Auftrag gegeben. Der Arbeitstitel der Serie lautete entsprechend der 2019 veröffentlichten Buchvorlage Kaiser Karl.
Im März 2023 wurde die Produktion der Serie vermeldet und dass Jérôme Salle dabei Regie führt und Daniel Brühl die Rolle des Karl Lagerfeld einnimmt. Die Dreharbeiten begannen im selben Monat und fanden zuvorderst in Frankreich, Monaco und Italien statt.
In der Produktion kamen laut Disney+ mehr als 2200 Statisten, 40 unterschiedliche Szenenbilder und mehr als 3000 Kostüme zum Einsatz. Für Kostümbild und Szenenbild waren die Kostümbildnerin Pascaline Chavanne und der Productiondesigner Jean Rabasse leitend verantwortlich.
Die Musik für die Serie komponierten Sacha und Evgueni Galperine.
Im März 2024 wurde die Serie in einem Trailer vorgestellt und der 7. Juni 2024 als Veröffentlichung auf Disney+ bekanntgegeben.
Kaiser Karl bzw. Becoming Karl Lagerfeld wurde bei den Canneseries im April 2024 uraufgeführt.

## Rezeption

### Kritiken
Über die Leistung von Daniel Brühl in der Titelrolle schrieb der Filmjournalist Dieter Oßwald: „Mit charismatischem Charme beweist der 45-jährige Schauspieler einmal mehr, dass er zu den besten Darstellern seiner Generation gehört. Brühl gibt dem tragischen Schneiderlein eine Grandezza, die Lagerfeld sicher gefallen hätte“.

### Auszeichnungen
GLAAD Media Awards 2025
- Nominierung in der Kategorie „Limited or Anthology Series“[8]